# Mikkel Damsgaard
Mikkel Damsgaard (Jyllinge, 3 juli 2000) is een Deens voetballer die doorgaans als offensieve middenvelder speelt. Damsgaard verruilde UC Sampdoria in 2022 voor Brentford.

## Clubcarrière
Damsgaard speelde in de jeugdopleiding van FC Nordsjælland. Op 26 november 2017 debuteerde hij in de Superligaen tegen AC Horsens. Hij viel na 80 minuten in voor Jonathan Amon. Op 4 maart 2018 maakte de middenvelder zijn eerste competitietreffer tegen Randers FC. Zijn contract liep tot medio 2022. Op 6 februari 2020 werd bekend dat Damsgaard vanaf juli dat jaar speler zou worden van UC Sampdoria. Hij scoorde zijn eerste goal voor Sampdoria tegen Lazio op 17 oktober 2020.

## Clubstatistieken
| Seizoen | Club             | Competitie     | Competitie | Competitie | Competitie | Beker | Beker | Beker | Internationaal | Internationaal | Internationaal | Totaal | Totaal | Totaal |
| Seizoen | Club             | Competitie     | Wed.       | Dlp.       | Ass.       | Wed.  | Dlp.  | Ass.  | Wed.           | Dlp.           | Ass.           | Wed.   | Dlp.   | Ass.   |
| ------- | ---------------- | -------------- | ---------- | ---------- | ---------- | ----- | ----- | ----- | -------------- | -------------- | -------------- | ------ | ------ | ------ |
| 2017/18 | FC Nordsjaelland | Superligaen    | 17         | 1          | 3          | 1     | 0     | 1     | —              | —              | —              | 18     | 1      | 4      |
| 2018/19 | FC Nordsjaelland | Superligaen    | 32         | 1          | 7          | 1     | 0     | 0     | 6              | 0              | 3              | 33     | 1      | 7      |
| 2019/20 | FC Nordsjaelland | Superligaen    | 35         | 11         | 6          | 1     | 0     | 1     | —              | —              | —              | 36     | 11     | 7      |
| 2020/21 | UC Sampdoria     | Serie A        | 35         | 2          | 4          | 2     | 0     | 0     | —              | —              | —              | 37     | 2      | 4      |
| 2021/22 | UC Sampdoria     | Serie A        | 11         | 0          | 0          | 1     | 0     | 0     | —              | —              | —              | 12     | 0      | 0      |
| 2022/23 | Brentford        | Premier League | 9          | 0          | 0          | 2     | 0     | 1     | —              | —              | —              | 11     | 0      | 1      |
| Totaal  | Totaal           | Totaal         | 139        | 15         | 20         | 8     | 0     | 3     | 6              | 0              | 3              | 153    | 15     | 26     |

## Interlandcarrière
Damsgaard speelde reeds voor meerdere Deense nationale jeugdelftallen. In 2018 debuteerde hij in Denemarken –19. Daarvoor speelde hij ook voor de onder 18. In 2019 scoorde Damsgaard zijn eerste goal voor de nationale elftallen, bij Jong Denemarken. Op 11 november 2020 debuteerde Damsgaard in het Deens voetbalelftal, in een vriendschappelijke wedstrijd tegen Zweden (2–0 winst). Hij werd op 30 mei 2024 door Kasper Hjulmand opgenomen in de Deense selectie voor het EK 2024 in Duitsland. Denemarken speelde in de groepsfase gelijk tegen Slovenië, Engeland en Servië, waarna het in de achtste finales werd uitgeschakeld door gastland Duitsland (2–0). Damsgaard kwam op het toernooi enkel in actie als invaller tegen Engeland.